# 2009 à Chypre
Cet article présente les faits marquants de l'année 2009 à Chypre.

## Évènements
- Jeudi 29 janvier 2009 : selon une étude de l'Institut de recherche pour la paix basé à Oslo, intitulée « Reconstruire Chypre réunifiée », le coût de la réunification de l'île de Chypre atteindrait 9 milliards d'euros, dont un milliard provenant de donateurs internationaux. La plus grande partie des investissements publics et privés (7,2 milliards d'euros) iraient à la construction de logements, les rénovation, les projets d'infrastructure et l'unification des routes, des réseaux d'électricité et de communications séparés actuellement par la Ligne verte. La majeure partie de ce financement viendrait de Grèce, de Turquie, des banques chypriotes et de la Banque européenne d'investissements, mais le reste dépendrait de la « bonne volonté de la communauté internationale ». Chypre pourrait en outre recevoir 600 millions d'euros sous forme de prêts non-remboursables de l'Union européenne, si l'île se transformait en deux régions.

### République de Chypre
- Vendredi 13 février 2009 : les autorités chypriotes ont débuté le déchargement d'une cargaison d'armes dans le port de Limassol d'un bateau arraisonné en janvier. Cette décision a été prise après qu'une commission des Nations unies eut déclaré que ce navire russe battant pavillon chypriote avait violé des résolutions de l'ONU en transportant des armes produites en Iran. Les armes ont été transportées par camion sous escorte de la police dans une base militaire du sud de l'ile pour y être stockées. Des médias israéliens avaient rapporté que les armes étaient destinées à la bande de Gaza.

- Jeudi 25 juin 2009 : l'institut de recherche archéologique américain à Chypre annonce la découverte, à Kissonerga, un village côtier, d'un puits cylindrique de cinq mètres construit il y a environ 10 500 ans et du squelette d'une jeune femme au fond avec des débris divers d'os, de silex, de perles de pierres et de pendentifs, datant du néolithique. Ce puits est « l'un des plus anciens du monde »et montre « le haut niveau de sophistication » des fermiers du néolithique dans l'île[1].

- Lundi 29 juin 2009 : après deux années de croissance en 2007 (+4,4 %) et 2008 (+3,7 %), l'Île de Chypre devrait connaître en 2009 un net ralentissement lié à la crise économique mondiale avec une croissance limitée à (+0,3 %) et un déficit à 3,9 % du PIB, selon le FMI. Les revenus touristiques entrent pour près de 15 % dans le PIB de Chypre, pays le plus chaud et le plus ensoleillé de l'Union Européenne.

- Lundi 20 juillet 2009 : Chypre a commémoré l'invasion il y a 35 ans du tiers nord de l'île par l'armée turque, en réponse à un coup d'État de nationalistes chypriotes-grecs visant à rattacher l'île à la Grèce. Les sirènes ont résonné sur tout le territoire de la République à l'heure où les premières troupes turques ont débarqué à Kyrenia. Selon l’ONU, 1.468 Chypriotes grecs et 502 Chypriotes turcs ont disparu lors des violences communautaires de 1963-64 et de l’invasion turque[2].

### République turque de Chypre du Nord
- Vendredi 13 mars 2009 : l'homme d'affaires Asil Nadir dénonce les pressions administratives et fiscales exercées par les autorités pour réduire au silence son groupe médiatique Kibris avant des élections générales anticipées du 19 avril prochain. Selon des partis d'opposition et des syndicats, les autorités tentent de museler le groupe en raison de récents articles critiques à leur égard. Le groupe Kibris est la plus importante entreprise médiatique de RTCN avec un journal, des chaînes de télévision un radio et une agence de distribution. Asil Nadir s'est rendu célèbre dans les années 1980 à la tête du conglomérat Polly Peck mais a fui en RTCN en 1993 après l'effondrement de son empire et doit répondre de 66 accusations de vol.

- Dimanche 20 avril 2009 : le parti nationaliste UBP remporte des élections législatives, avec 44 % des suffrages, contre 30 % pour le parti turc républicain, CTP, parti de gauche qui gouvernait jusqu'ici cette partie de l'île. Cette victoire des nationalistes chypriotes turcs ce qui pourrait étouffer le dialogue sur une possible réunification de l'île divisée. Environ 81,3 % des 160 000 électeurs inscrits se sont rendus aux bureaux de vote.

- Mardi 28 avril 2009 : la Cour européenne de Justice estime, dans un arrêt très attendu qui pourrait faire jurisprudence pour des  centaines de Britanniques acquéreurs de terres en RTCN, que même si le gouvernement chypriote grec ne contrôle pas la partie  nord de l'île, les jugements rendus par la justice chypriote grecque devaient être appliqués par tous les États membres de l'UE. Cet arrêt ouvre la voie à la  restitution à des Chypriotes grecs des centaines de propriétés abandonnées au nord de Chypre après la division de l'île et ensuite vendues à des étrangers. Le tribunal a également ordonné la restitution du terrain au propriétaire d'origine, un Chypriote grec, et le  versement rétroactif des loyers, avec intérêts, ainsi que d'autres  indemnités[3].